# Bund (Garnmaß)
Bund war ein Zählmaß vorrangig im Königreich Hannover und Braunschweig, aber auch in den angrenzenden Regionen und spielte im Handel mit Garn-Strängen eine Rolle.

## Hannover
- - Der Haspelumfang hatte 3 ⅛ Ellen (köln.) = 1,825 Meter

Man unterschied in Kauf- und Leinengarn. 
- Kaufgarn 1 Bund = 9 Stück 
  - 1 Stück= 24 Gebinde (à 50 Fäden) = 1200 Fäden
- Leinengarn 
  - 1 Bund = 20 Loop = 200 Gebinde = 18.000 Faden = 67.500 Ellen (hannov.)

## Braunschweig
- 1 Bund = 20 Loop = 200 Gebinde

Der Werkloop Hausgarn hatte 1000, der Kaufloop 900 Fäden.

## Osnabrück und Westphalen
- Schergarn 
  - Der Haspelumfang hatte 3 ⅛ Ellen (köln.) = 1,825 Meter
  - 1 Stück = 30 Gebinde (à 50 Fäden) = 1500 Fäden
- Moltgarn 
  - Der Haspelumfang hatte 2 Ellen (köln.) = 1,168 Meter
  - 1 Stück = 20 Gebinde (à 50 Fäden) = 16 Gebinde (à 60 Fäden) + 40 Fäden = 1000 Fäden
  - Bundgarn, ein feineres Garn 1 Bund = 20 Stück
  - Gröberes Garn 1 Molt = 12 Stück
- Vollgarn
  - Der Haspelumfang hatte 2 Ellen (köln.) = 1,168 Meter
  - 1 Bund = 20 Gebinde
  - 1 Stück = 20 Gebinde (à 60 Fäden) = 1200 Fäden
  - möglich war auch 1 Stück = 24 Gebinde (à 50 Faden)
- Kauf- und Langgarn 
  - Der Haspelumfang hatte 2 Ellen (köln.) oder 3 Ellen= 1,168 Meter
  - 1 Bund = 9 Stück = 216 Gebinde (à 50 Fäden)